# Tsukioka Settei
Pour les articles homonymes, voir Tsukioka.
Tsukioka Settei (月岡 雪鼎, 1710 - 22 janvier 1787) est un artiste auteur d'ukiyo-e japonais.

## Biographie
Settei est né dans la Province d'Ōmi et a étudié la peinture à Osaka dans le style de l'école Kanō dirigée par Takada Keiho (ja). Il a été fortement influencé par le travail de l'artiste d'ukiyo-e Nishikawa Sukenobu. Settei a produit de nombreuses œuvres imprimées, mais ses peintures bijin-ga de beautés féminines sont considérées comme ses œuvres les plus représentatives.

## Œuvres

Œuvres de Tsukioka Settei
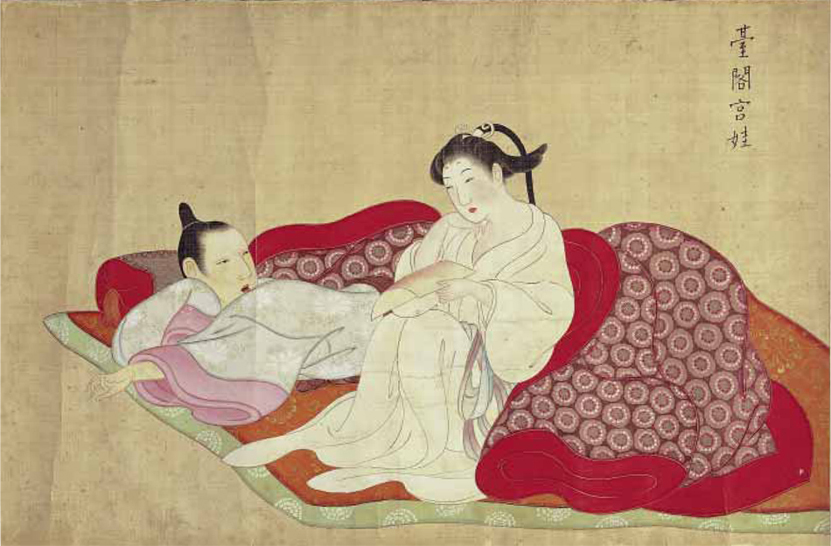
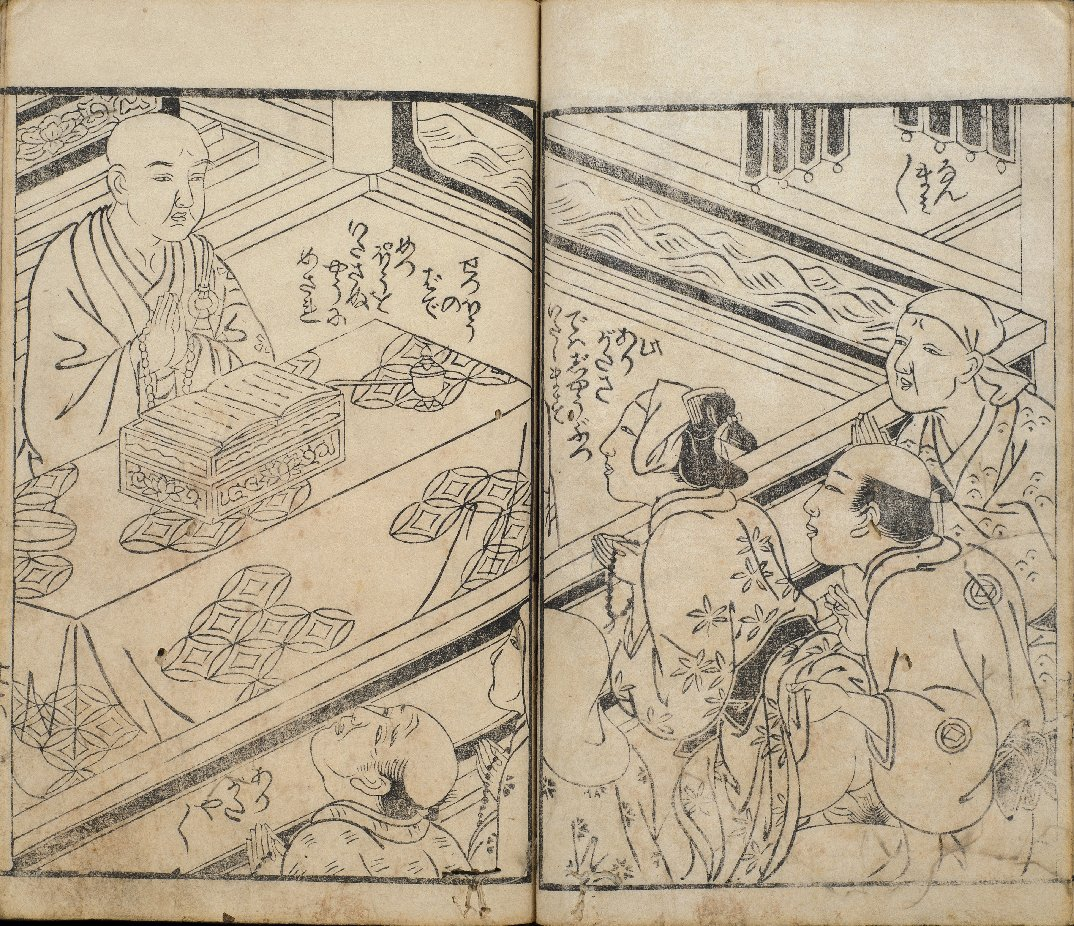
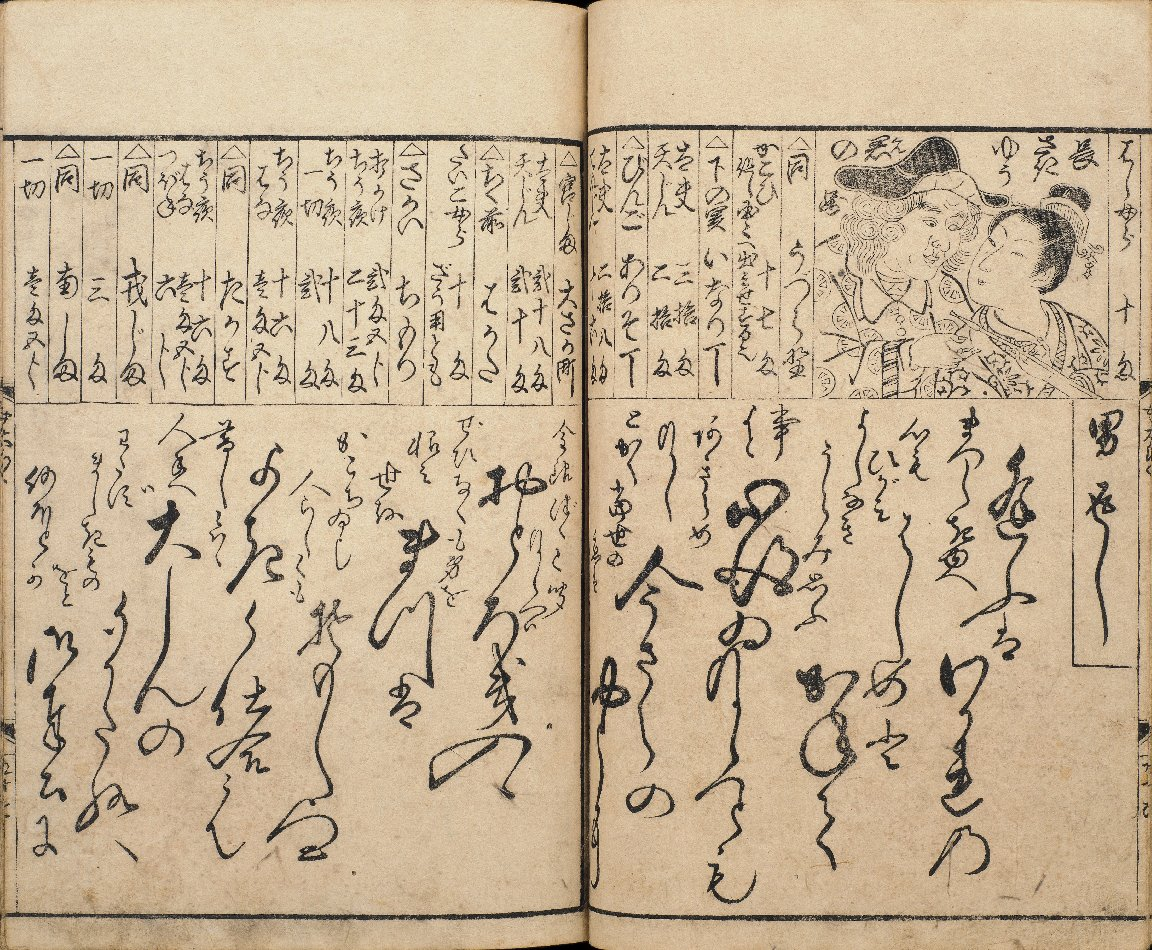
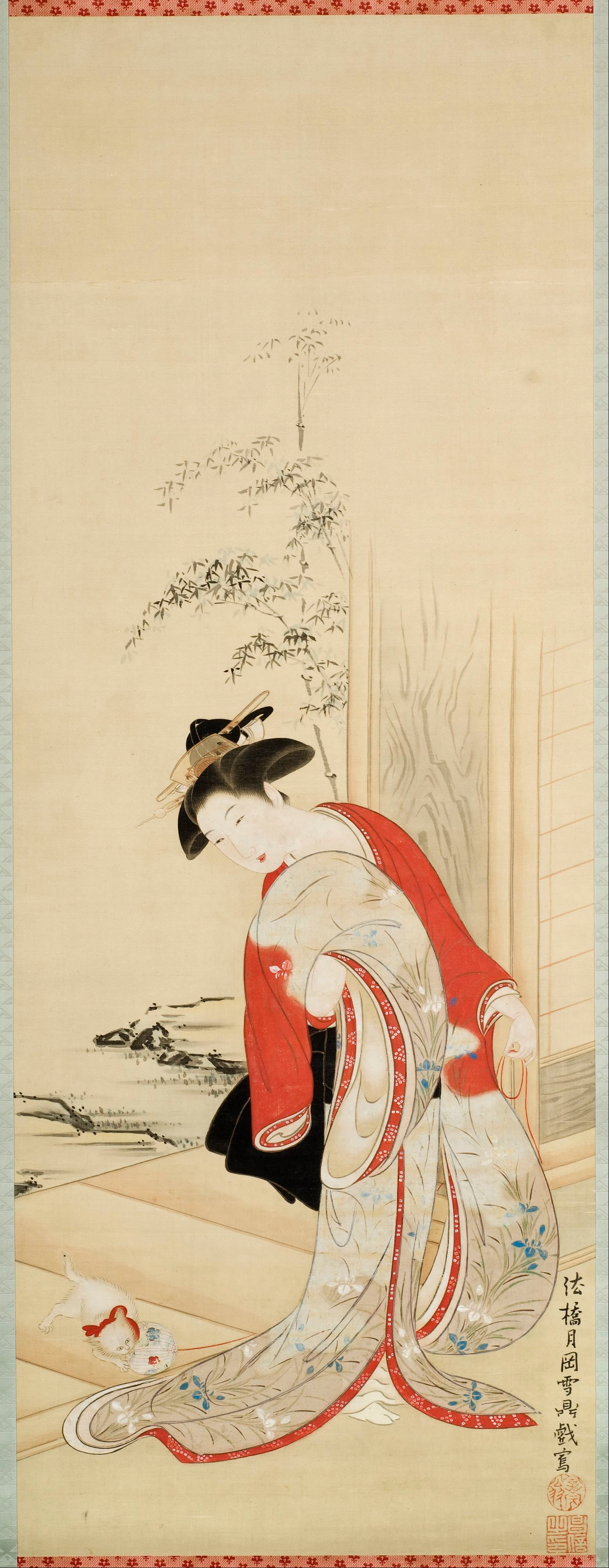
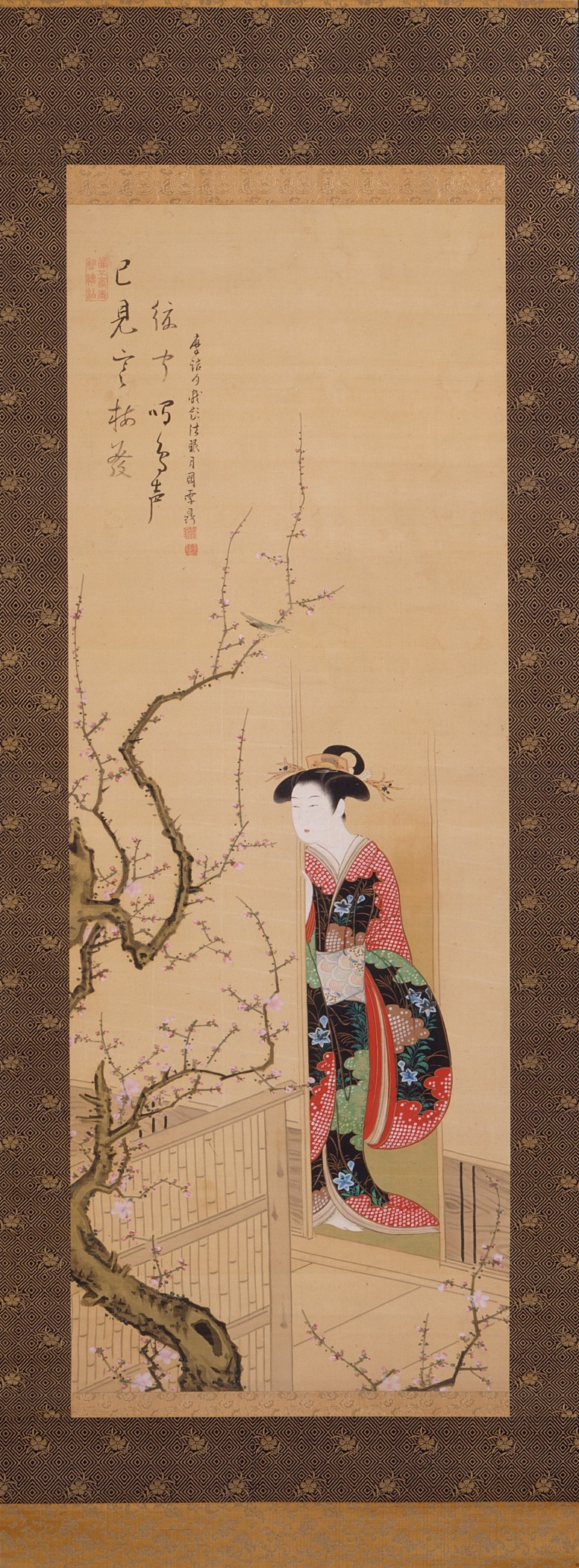